# Primaquina
La primaquina es un medicamento que se utiliza para el tratamiento del paludismo y pertenece al grupo farmacológico de las 8-aminoquinolinas. Se utiliza sola o asociada a la cloroquina.
La dosis habitual en adultos es 15 mg (26.3 mg de fosfato de primaquina) por vía oral, una vez al día durante 15 días. En niños 0.3 mg por kg de peso (0.5 mg por kg de fosfato de primaquina) al día.
Está indicada para el tratamiento del paludismo causado por plasmodium ovale y plasmodium vivax. También como medida preventiva para evitar el contagio por plasmodium falciparum. En algunos estudios realizados en países de África occidental, Colombia, Irán e Indonesia, se ha comprobado que su eficacia como medida preventiva, alcanza el 85% .
Entre los efectos secundarios que produce se encuentran trastornos digestivos como náuseas y vómitos, agranulocitosis o anemia aplásica y hemólisis en aquellas personas que presentan déficit de la enzima glucosa 6-fosfato deshidrogenasa. Además, está contraindicada en el embarazo ya que es teratogénica. 